# NGC 5029
NGC 5029 ist eine 13,1 mag helle Elliptische Galaxie vom Hubble-Typ E4 im Sternbild der Jagdhunde und etwa 394 Millionen Lichtjahre von der Milchstraße entfernt.
Das Objekt wurde am 13. Mai 1830 von John Herschel entdeckt.